# 1970年3月7日日食
1970年3月7日日食是一次日全食，發生於1970年3月7日。新月當天（即朔日），地球上觀測到月球和太阳的角距離極小，此時月球如果恰好在月球交點附近，穿過太阳和地球之間，與地球、太阳接近一直線，則會出現日食。月球本影接觸地表而使該區域完全得不到陽光，就會形成日全食，同時在本影兩側數千公里的半影範圍內遮擋部分陽光，形成日偏食。此次日全食經過了墨西哥、美国、加拿大、圣皮埃尔和密克隆，日偏食則覆蓋了北美洲絕大部分及周邊部分地區。

## 日食概況

### 出現區域
莫爾登島東北約730公里處的太平洋洋面在日出時最先看到日全食。隨後月球本影先向東再向東北移動，劃過太平洋很長的洋面後從墨西哥瓦哈卡州海岸登陸，在韋拉克魯斯州帕哈潘市南郊達到最大食分。此後本影繼續向東北移動，劃過墨西哥灣後經過美国和加拿大東部海岸的部分地區，最終在日落時分結束於愛爾蘭島西北約790公里的北大西洋洋面。
本影經過的陸地包括：
- 墨西哥：自西南向東北斜貫瓦哈卡州、韋拉克魯斯州東南部，經過塔瓦斯科州西北部，其中最大食分位於韋拉克魯斯州帕哈潘市南郊；
- 美国：自西南向東北斜貫佛羅里達州北部、喬治亞州東南部、南卡罗来纳州東部、北卡罗来纳州東部，經過弗吉尼亚州東南部和麻薩諸塞州東南角；
- 加拿大：經過新斯科舍省東南半部後斜貫紐芬蘭與拉布拉多省的紐芬蘭東南部；
- ：密克隆-朗格拉德島北部。[3][4]

除了狹窄的全食帶內能看見日全食之外，月球半影覆蓋範圍內都能看到日偏食，包括北美洲除美国阿拉斯加州中西部和格陵兰東北部外的絕大部分、南美洲西北部、玻里尼西亞中北部、冰岛、愛爾蘭西半部、伊比利亚半岛極西端、亚速尔群岛、馬德拉群島、加那利群岛。

月影在地表移動的動畫，每帧代表真實時間的3分鐘

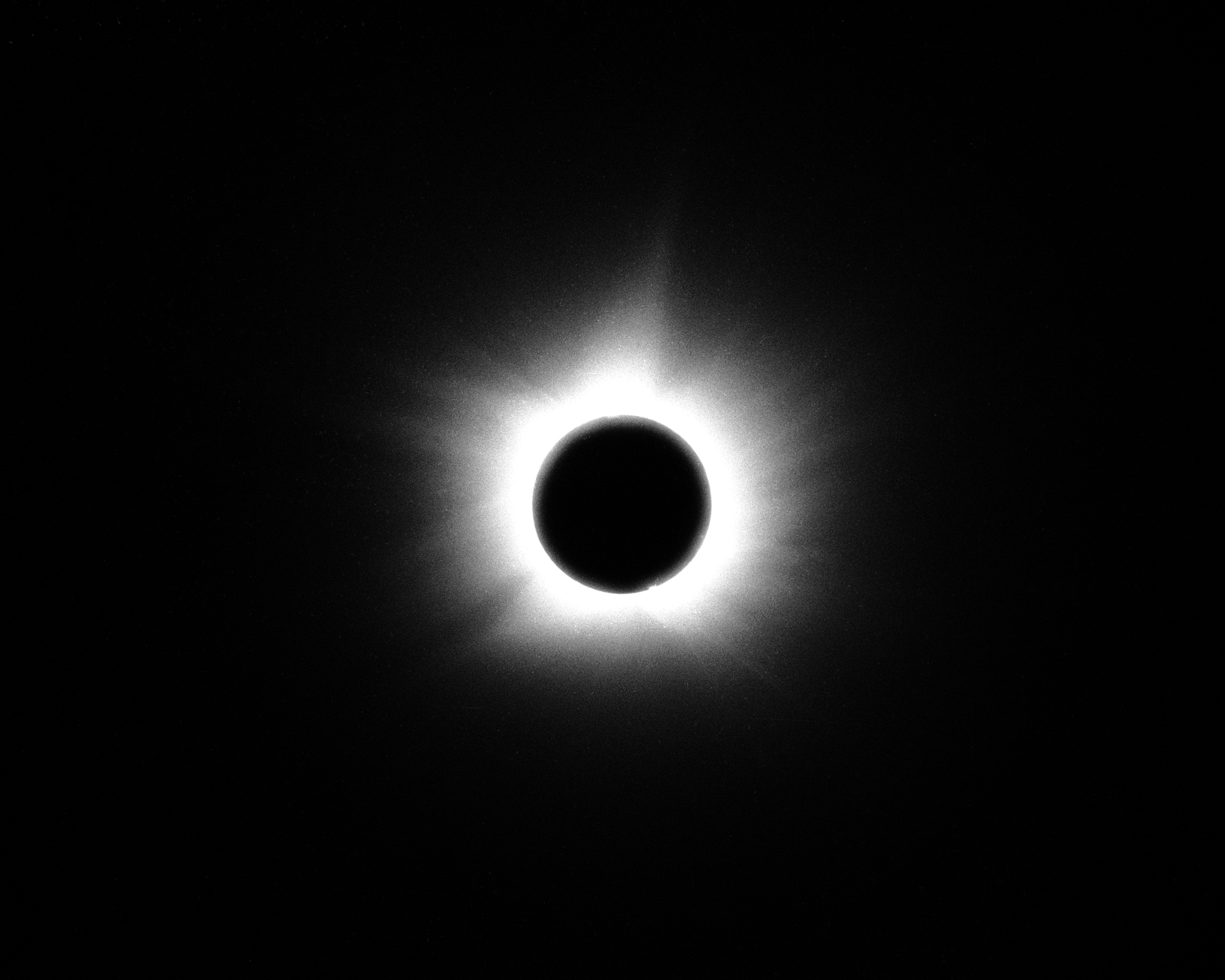
美国弗吉尼亚州維珍尼亞海灘的日全食

### 基本參數
- 類型：日全食
- 食甚中心處（位於墨西哥韋拉克魯斯州帕哈潘市南郊）資料：
  - 時間：1970年3月7日17:37:49.3
  - 地點：18°9.4′N 94°40.9′W / 18.1567°N 94.6817°W
  - 食分：1.0414（全食帶內最大）
  - 日全食持續時間：3分27.6秒

## 觀測
瑞士聯邦天文台的觀測隊在墨西哥內哈帕（Nejapa）和米亞瓦特蘭（Miahuatlán）兩地觀測了日全食。兩地天氣條件都很好，其中米亞瓦特蘭的觀測點海拔1620米，大氣質量高，日食時太陽高度角為63°，觀測條件尤其好。觀測隊拍攝了日冕圖片，並用偏振镜做了分析。而美国麻薩諸塞州哈佛鎮出現了食分約為0.954的日偏食，美籍奧地利物理學家歐文·薩克斯爾和美国物理學家米爾德里德·艾倫在當地觀察到扭擺的運動突然發生了變化，這一現象被稱為「薩克斯爾效應」。

## 軼事
美国CBS新聞為本次日全食製作了特別報導，其中提到了中國古籍記載的仲康日食。
美国歌手卡莉·西蒙1972年12月的流行曲《你是如此愛慕虛榮》中有一句歌詞「然後你駕著你的里爾噴射機去新斯科舍看日全食」（Then you flew your Learjet up to Nova Scotia to see the total eclipse of the sun）。這首歌的歌詞創作於1971年之前，而此後的1972年7月10日也發生了一次日全食，與本次日全食都經過了加拿大新斯科舍省。

## 相關的日食

### 1968-1971年的日食
月球交替位於相對的月球交點時，以半個交點年（食年），即約177天又4小時間隔出現下列日食。
| 升交點                                      | 升交點                   |          | 降交點                   | 降交點 |
| 沙羅週期                                    | 地圖                     | 沙羅週期 | 地圖                     |        |
| 119                                         | 1968年3月28日 偏食（南） | 124      | 1968年9月22日 全食       |        |
| 129                                         | 1969年3月18日 環食       | 134      | 1969年9月11日 環食       |        |
| 139                                         | 1970年3月7日 全食        | 144      | 1970年8月31日 環食       |        |
| 149                                         | 1971年2月25日 偏食（北） | 154      | 1971年8月20日 偏食（南） |        |
| 1971年7月22日的日偏食屬於下一組交點年系列。 |                          |          |                          |        |

### 沙羅周期
沙羅周期長度為18年11天。本次日食屬於沙羅周期139，共包含71次日食，依次為1501年5月17日至1609年7月30日的7次日偏食、1627年8月11日至1825年12月9日的12次全環食（亦稱混合食）、1843年12月21日至2601年3月26日的43次日全食、2619年4月6日至2763年7月3日的9次日偏食，總共歷時1262.11年。其中最長的全食為本周期第39次日食，發生於2186年7月16日，共持續7分29秒，是公元前4000年至公元6000年間持續時間最長的日全食。
下表列舉了1901年至2200年間發生的屬於該周期的日食，是第24至39次：
| 24            | 25            | 26            |
| ------------- | ------------- | ------------- |
| 1916年2月3日  | 1934年2月14日 | 1952年2月25日 |
| 27            | 28            | 29            |
| 1970年3月7日  | 1988年3月18日 | 2006年3月29日 |
| 30            | 31            | 32            |
| 2024年4月8日  | 2042年4月20日 | 2060年4月30日 |
| 33            | 34            | 35            |
| 2078年5月11日 | 2096年5月22日 | 2114年6月3日  |
| 36            | 37            | 38            |
| 2132年6月13日 | 2150年6月25日 | 2168年7月5日  |
| 39            |               |               |
| 2186年7月16日 |               |               |

## 資料來源
1. ↑  樊忠玉. . 中国天文科普网.   [2016-04-01]. （原始内容存档于2014-09-17）.
2. 1 2  Fred Espenak. . NASA Eclipse Web Site.   [2016-04-03]. （原始内容存档于2020-11-27）.（英文）
3. ↑  Fred Espenak. . NASA Eclipse Web Site.   [2016-04-03]. （原始内容存档于2012-02-05）.（英文）
4. ↑  Xavier M. Jubier. .   [2016-04-03]. （原始内容存档于2019-08-23）.（法文）（英文）
5. ↑  Fred Espenak. . NASA Eclipse Web Site.   [2016-04-03]. （原始内容存档于2008-08-29）.（英文）
6. ↑  Duerst, J. . Solar Physics. 1976, 50: 457–464  [2016-04-03]. （原始内容存档于2019-08-23）.（英文）
7. ↑  Saxl, Erwin J.; Allen, Mildred. . 物理評論. 1971, 3 (4): 823–825. Bibcode:1971PhRvD...3..823S. doi:10.1103/PhysRevD.3.823.（英文）
8. ↑  . CBS News. Space.com.   [2016-04-03]. （原始内容存档于2017-08-21）.（英文）
9. ↑  Fred Espenak. . NASA Eclipse Web Site.（英文）
10. ↑  Fred Espenak. . NASA Eclipse Web Site （英语）.

## 外部連結
- NASA日食專頁（页面存档备份，存于）（英文）
- 可見區域圖和時間統計：由弗雷德·埃斯佩纳克做出的日食預報，NASA/GSFC
  - Google互動地圖呈現的日食範圍
  - 貝塞爾元素
- Google地圖顯示的日全食和日偏食範圍（页面存档备份，存于）（法文）（英文）

圖片：
- 1954-2008年歷次日全食的日冕（页面存档备份，存于），本次拍攝於美国（法文）（英文）
- 1970-1984年的日全食（页面存档备份，存于），本次拍攝於美国北卡罗来纳州溫莎（英语：Windsor, North Carolina）（英文）
- 1970年3月7日的日全食（页面存档备份，存于），拍攝於美国北卡罗来纳州威廉斯頓（英语：Williamston, North Carolina）（英文）

| \| \| 日食 \|                             |                             |                                           |
| 上一次日食： 1969年9月11日日食 （日環食） | 1970年3月7日日食 （日全食） | 下一次日食： 1970年8月31日日食 （日環食） |
| 上一次日全食： 1968年9月22日日食          | 1970年3月7日日食 （日全食） | 下一次日全食： 1972年7月10日日食          |
|                                           | 日食                        |                                           |